# Luca de Dominicis
Luca de Dominicis (ur. 5 lipca 1973 w Rzymie) – włoski aktor. Zagrał w filmie Mela Gibsona Pasja.

## Filmografia
- 2004: Pasja – Herod
- 2004: Wielkie pytanie – on sam